# Лидия Шишманова
Лидия Михайловна Шишманова (на украински: Лідія Шишманова) е украинска и българска писателка, журналистка, театрален и музикален критик, преводачка и общественичка.

## Биография
Родена е през 17 октомври 1866 г. в Киев, Украйна, в семейството на украинския философ, историк, фолклорист и борец за възраждането на Украйна  професор Михайло Драгоманов и на известната актриса Людмила Драгоманова. От малка получава уроци по пиано и западни езици и расте в света на книгите, музиката, театъра и науката. Благодарение на пътуванията на баща си научава 4 европейски езика, а майка ѝ възпитава в нея трайна любов към театъра и музиката. Лидия Драгоманова получава висшето си образование във Филологическия факултет на Женевския университет. На 28 декември 1888 г. сключва брак с Иван Шишманов, който е един от възпитаниците на баща ѝ във Филологическия факултет и е силно повлиян от идеите му. През 1889 г. съпрузите заживяват в България, където Лидия Шишманова става част от интелектуалния елит и в продължение на следващите 40 години е сред най-активните обществени дейци в сфери като правата на жените, развитието на българското изкуство и култура и представянето на каузата на България в Европа след Балканската и Междусъюзническата война. Домовете на Лидия и Иван Шишманови на ул. „Денкоглу“ и ул. „Шипка“ 11 в София се превръщат в едно от основните места за среща на българските интелектуалци и за укрепване на българо-украинските връзки. Сред гостите на Шишманови са Иван Вазов, Алеко Константинов, Иван Радославов, Михаил Арнаудов, както и други български и чуждестранни учени и общественици. 
През 1896 г. издава във Франция книга, която е част от поредицата „Колекция от народни песни и приказки“. Поредицата включва събирани народни приказки, песни и митове на слабо познати и не добре проучени народи и етноси. Сътрудничи на списанията „Български преглед“ и „Свободно мнение“, „Българска сбирка“, „Мир“, „Вестник за жената“, „Женски глас“, както и на украинските „Украйна“, „Рада“, „Dilo“ и „Нова Украйна“, в които публикува множество рецензии за театралната и музикална сцена в България и чужбина, които познава добре. Дълги години пише и за френския вестник „La Bulgarie“, от страниците на който популяризира българската култура, литература и изкуства. Автор е на много статии за политиката в България, Украйна, на Балканите и в Западна Европа, както и за постижения в науката по онова време  и правата на жените в България. Членува в Дружество на жените с висше образование, към което през 1930 г. се създава клуба на българските писателки, Лигата на говорещите английски език, Дружеството за мир и свобода, подпредседател е на българската секция в Международната лига за мир и свобода. Член е и на Българския женски съюз и Дружеството на есперантистите в България.
Член е на настоятелството на сиропиталището „Свети Патрик“, основано от Пиърс О’Махони за български сираци от Македония и Одринска Тракия, жертва на Илинденско-Преображенското въстание. Основава първото музикално дружество в София, на което е подпредседател, както и първото дружество за закрила и развитие на изкуството. Почива в София на 6 февруари 1937 г.
Според Мария Младенова правата на жените са сред основните каузи, за които Шишманова работи в България. В края на XIX век, когато Висшето училище в София (сега Софийски университет „Св. Климент Охридски“) все още не приема жени, Шишманова пише статията „Жената и висшето училище“, в която защитава правото на жените да се образоват за свое собствено благо и за благото на обществото. През 1922 г. се обявява и срещу станалия непопулярен Закон за трудовата повинност, който изисква девойките, навършили 16 години, да извършват общественополезен труд в период от 6 месеца.
Шишманова е и сред интелектуалците, които усилено работят за развитието на българския театър – освен чрез многобройните си статии и рецензии за него в български и чужди издания, които са следени и ценени от артистите, така и с препоръки за въвеждане на обучения на артистите в чужбина, построяване на специална сграда за нуждите на театъра в София, изнасяне на беседи от специалисти преди представленията, които да подготвят публиката с информация за автора, произведеието и неговите основни идеи, каквато навремето е практиката в редица европейски театри, и др. Някои от реформите, които Шишманова защитава в своите статии, след това са подети от Иван Шишманов по време на мандата му като министър на просвещението в кабинета на генерал Рачо Петров. 
За големия ѝ принос в развитието на българското общество след Освобождението българският литературен и театрален критик Владимир Василев пише: „тя е навсякъде, където чувстваха, че има нужда от малко мъдрост и повече ентусиазъм [...], за да види, да провери, да помогне с онова, което бе в нейните сили. И бе там без никакъв свой интерес, без никакъв мотив на славолюбие и суета, които ѝ бяха чужди – без амбиция дори, бих казал. Пред амбицията у нея стоеше обичта към делото.“ 
Българският поет Добри Немиров посвещава на нея следната поема:
| „             | О, славна безкрайна Украйна! – една дъщеря ни дари – в България – родина сияйна – тя дойде, бори се, твори. И днес, макар беловласа, Пак влачи културен хомот И слага славянска подкваса На нашия швабски живот. Прости ме, о, Майко Славянова, За тази закачка в куплет! Простете, госпожо ШИШМАНОВА, На младия весел поет. | “ |
| Добри Немиров | |   |

## Публикации
Шишманова превежда на френски език романа на Добри Немиров „Братя“, романа на Анна Каменова „Харитининият грях“, пиесата на Рачо Стоянов „Майстори“, части от романа на Иван Вазов „Нова Земя“, разкази от Йордан Йовков, Елин Пелин, Димитър Шишманов, Ангел Каралийчев. Лидия Шишманова пише множество статии, свързани с българския театър и музика, както и с политика и наука.
- Карл Фогт. (Книжовни и научни вести). – Български преглед, 1895, № 7, с. 160.
- Музикална хроника. – Български преглед, 1895, № 7, с. 161 – 162.
- Микрофонографът Дюсо. (Книжовни и научни вести). – Български преглед, 1897, № 3, с. 149 – 150.
- Жената и висшето училище. – Българска сбирка, ІV, 1897, № 10, с. 1062 – 1064. София, 11 ноември 1897 г.
  - От сянката на историята: Жените в българското общество и култура (1840 – 1940). София, 1998, с. 285 – 288.
- Български артист, І, 1900, № 1. – Бълг. преглед, 1900, № 8, с. 120.
- По повод откриването на театралния сезон. – Свободно мнение, І, 1913, № 7, с. 14.
- Цезар и Клеопатра. (театрални бележки). – Свободно мнение, І, 1913, № 8, с. 14.
- „Моралът на г-жа Дулска“; „Сватбата на Белугина“; „Огнището угасва“. (Театрална хроника). – Свободно мнение, ІІ, 1914, № 4, с. 66. София, януари 1914.
- Швейцария и България: Лични впечатления. – Свободно мнение, ІІ, 1914, № 8, с. 123 – 130. София, февруари 1914.
- „Силата на мрака“. (Театрална хроника). – Свободно мнение, ІІ, 1914, № 10, с. 163 – 164. София, март 1914.
- „Въскресение“ от Толстой, преработка за сцената от Х. Батай. (Театрална хроника). – Свободно мнение, ІІ, 1914, № 11, с. 176 – 177. София, март 1914.
- Старият Хайделберг. (Театрална хроника). – Свободно мнение, ІІ, 1914, № 13, с. 209 – 211. София, март 1914
- Концертът на Марто. (Музикални бележки). – Свободно мнение, ІІ, 1914, № 16, с. 258 – 259. София, април 1914.
- Ескурс в феминизма: По повод пиесата „Мъжемразка“. – Свободно мнение, ІІ, 1914, № 17, с. 267 – 271.
- Дамата с камелиите. (Театрална хроника). – Свободно мнение, ІІ, 1914, № 18, с. 288 – 290.
- „Чест от Зудерман“. (Театрална хроника). – Свободно мнение, ІІ, 1914, № 20, с. 320 – 322.
- „Аида“ от Верди. (Театрална хроника). – Свободно мнение, ІІ, 1914, № 22, с. 351 – 353. София, май 1914.
- Два полюса: Статия. – Свободно мнение, ІІ, 1914, № 27, с. 425 – 427.
- Театрални бележки. – Свободно мнение, ІІ, 1914, № 40, с. 572 – 574.
- Хамлет в Народния театър. (Театрални бележки). – Свободно мнение, ІІ, 1914, № 42, с. 596 – 598.
- „Продадена невеста“ от Сметана. (Музикални бележки). – Свободно мнение, ІІ, 1914, № 43, с. 609 – 610.
- „Иуда“ от Константин Мутафов. (Театрални бележки). – Свободно мнение, ІІ, 1914, № 51, с. 716 – 719.
- „Над зида“ от Ана Карима в Народния театър. (Театрална хроника). – Читалище, ІІІ, 1914, № 1 – 3, с. 110 – 111.
- Кавалерия Рустикана. (Музикални бележки). – Свободно мнение, ІІІ, 1915, № 3, с. 40 – 42.
- Аида – ново разпределение. (Музикални бележки). – Свободно мнение, ІІІ, 1915, № 15, с. 240 – 241.
- „Живият труп“ на софийска сцена. (Театрални бележки). – Свободно мнение, ІІІ, 1915, № 16, с. 256 – 258.
- За трудовата повинност на девиците. – Вестник на жената, № 74, 14 октомври 1922, с. 1.
- Елеонора Дузе. – Развигор, № 144, 24 май 1924, с. 1, 2.
- По пиесата „Благородникът“. – Лъч, І, 1929, № 296, с. 3.
- „Благородникът“ на Молиер, както го видях в странство. / – Мир, ХХХV, 1929, № 8825, с. 3.
- Българската книга и жената. – Вестник на жената, Х, № 424, 25 октомври 1930, с. 1.
- „Халосник“ от Цанко Церковски. – Отец Паисий, VІ, 1933, № 1, с. 43 – 45.
- Няколко думи за Клуба на българските писателки. – Вестник на жената, № 548, 25 ноември 1933, с. 2. По случай три години от основаването му.
- Крузе: Студентски спомени. – Сноп, Ч. 1. – София, 1934, с. 133 – 137
- Пророчески сън. (Разказ). – Вестник на жената, № 627, 13 ноември 1935, с. 3.
- Безумни мечти. (Есе). – Вестник на жената, № 680, 17 февруари 1937, с. 2.